# Banco Alimentare di Porto Rico
Il banco alimentare di Porto Rico (in spagnolo Banco de Alimentos de Puerto Rico, in inglese Puerto Rico Food Bank) è un'organizzazione senza scopo di lucro che opera da 35 anni nella sua missione di mitigare la fame, migliorare la nutrizione e la qualità della vita dei cittadini più vulnerabili dell'isola.
Il banco alimentare è l’entità più riconosciuta a Porto Rico che fornisce servizi alla comunità con bisogni alimentari dal 1988. È questa organizzazione che, accompagnata da istituzioni, aziende e individui, è riuscita a servire oltre 1,1 milioni di persone bisognose, tra cui l'anno 2019-2020. Il cibo distribuito da questa organizzazione, 13,5 milioni di sterline in quel periodo, si estende a tutto lo spazio geografico di Porto Rico e su Vieques e Culebra. Inoltre, è l'unica istituzione, alla data di questa legge, che possiede eccellenti qualifiche nelle valutazioni di "Feeding America", "Fundos Unidos de Puerto Rico", "American International Bakery" e altri, che garantiscono al Governo , l’azienda privata e i cittadini, che il lavoro viene svolto secondo i più alti standard di conformità.